# Comuna Kropîvnea, Ivankiv
Kropîvnea (în ucraineană Кропивня) este o comună în raionul Ivankiv, regiunea Kiev, Ucraina, formată din satele Kropîvnea (reședința), Mokra Korma și Rudnea-Sîdorivska.

## Demografie
Componența lingvistică a comunei Kropîvnea
     Ucraineană (96,98%)
     Rusă (2,26%)
     Alte limbi (0,75%)
Conform recensământului din 2001, majoritatea populației comunei Kropîvnea era vorbitoare de ucraineană (96,98%), existând în minoritate și vorbitori de rusă (2,26%).